# Finley, el camioncito de bomberos
Finley, el camioncito de bomberos fue una serie de televisión británica de animación en 3D. Se emitió entre 2007 y 2012 en el canal CBeebies, con un total de 78 episodios. También se emitió en ABC de Australia desde 2008 hasta el 2014. La trama sigue las aventuras de Finley, un camión de bomberos joven y entusiasta, junto a sus amigos vehículos en un mundo donde todos tienen personalidad propia. La serie aborda temas de amistad, trabajo en equipo y responsabilidad.

## Sinopsis
La historia sigue las aventuras de Finley, un joven camión de bomberos entusiasta que aprende sobre responsabilidad, trabajo en equipo y amistad mientras ayuda a su comunidad en Friendlyville, una ciudad ficticia habitada por vehículos parlantes. Acompañado por sus amigos, como Gorby, un camión de reciclaje, e Isabelle, una camioneta de helados, Finley enfrenta desafíos diarios que le enseñan a ser valiente y considerado. La serie combina entretenimiento con lecciones de vida, promoviendo valores positivos en un entorno colorido y divertido.

## Personajes
La serie contó con un total de 13 personajes, divididos en 3 principales y 10 secundarios:

### Personajes principales
- Finley: Camión de bomberos rojo y protagonista de la serie, con voz de Chancellor Miller en EE. UU. Es generoso, bien intencionado y siempre dispuesto a ayudar. Vive en la Estación de Bomberos N.º 5 y le encanta divertirse con sus amigos. A veces duerme con su oso de peluche llamado Diesel.
- Gorby: Camión de reciclaje verde y el mejor amigo de Finley. Aunque a veces es travieso y juguetón, es trabajador y confiable. Tiene la voz de Quinton Flynn en EE. UU.
- Isabelle: Furgoneta de helados verde y púrpura, muy educada, alegre y femenina. Su voz es de Tara Strong en EE. UU.

### Personajes secundarios
- DJ: Cargadora frontal naranja que disfruta cavar. En el episodio "Lights Out", se revela que a veces chupa su pala para dormir. Es interpretada por Cristina Pucelli en EE. UU.
- Jesse: Grúa amarilla y rosa con una sirena en forma de lazo y una nariz roja. Es tímida, pero siempre está lista para rescatar a quien lo necesite. Tiene la voz de Cristina Pucelli en EE. UU.
- Dex (o Dexter): Camión volquete azul, semi-antihéroe de la serie, con voz de Richard Steven Horvitz en EE. UU. Aunque actúa como un matón, tiene un lado más suave y agradece la amabilidad de Finley hacia él.
- Captain Parker: Camión de bomberos veterano y hermano mayor de Finley, basado en un camión Mack de 1951. Mantiene a los demás en línea con su carácter protector. Tiene la voz de Justin Fletcher en el Reino Unido y Dean Smith en EE. UU.
- Abigail: Ambulancia blanca, amable, dulce y compasiva. Es interpretada por Janet James en el Reino Unido y Tara Strong en EE. UU.
- Miguel: Camión de correos plateado, profesional y organizado. Se revela en "Lights Out" que duerme con las luces de estacionamiento encendidas. James Arnold Taylor le da voz en EE. UU.
- Scooty: Autobús escolar amarillo y mejor amigo de Miguel. Puede ponerse nervioso en algunas situaciones. Es interpretado por Carlos Alazraqui en EE. UU.
- Hubert: Coche de policía azul y blanco que resuelve misterios. Su voz es de Quinton Flynn.
- Scout: Dálmata macho con manchas azules, mascota de Finley y Captain Parker. Aunque no habla, su presencia es fundamental en las aventuras.

### Recurrentes
- Carl: Camión de carga azul que aparece ocasionalmente.
- Suds: Autolavado parlante de color púrpura y rosa, con voz de Jay Simon en el Reino Unido y Michael Dobson en EE. UU.
- Mr. Bell: Campana amarilla de la estación de bomberos, generalmente somnolienta, pero con momentos de actividad inesperada.
- Lyle y Lois: Bombas de combustible parlantes; Lyle es azul y masculino, mientras que Lois es naranja y femenina.
- Polly: Poste de bomberos plateado que habla y ayuda en la estación de bomberos.